# Jan Pieczka
Jan Pieczka, w latach 1936–1953 Jan Pietzka (ur. 13 stycznia 1936 w Zabrzu) – polski piłkarz występujący na pozycji napastnika, pomocnika i obrońcy.

## Kariera piłkarska
Pieczka był wychowankiem Górnika Zabrze, w którym karierę rozpoczął w 1950 roku. Do drużyny seniorów został włączony w 1956 roku. W „Trójkolorowych” zadebiutował 11 marca 1956 roku w wygranym 2:1 meczu 1/8 finału Pucharu Polski z Zawiszą Bydgoszcz, zaś pierwszą bramkę strzelił 3 sierpnia 1958 roku w zwycięskim 5:1 spotkaniu z Cracovią. Pieczka reprezentował Górnika przez sześć sezonów. Zdobył z nim w tym czasie trzykrotnie mistrzostwo Polski (1957, 1959, 1961) i dwukrotnie trzecie miejsce w mistrzostwach kraju (1958, 1960). Następnie występował w Górnik Mikulczyce (1961–1962), Starze Starachowice (1962–1967) i Sośnicy Gliwice (1967–1973). W 1973 roku wyjechał do Niemiec.

## Statystyki

### Klubowe w latach 1956–1961
| Sezon | Klub          | Liga   | Liga krajowa | Liga krajowa | Puchar Polski | Puchar Polski | Łącznie | Łącznie |
| ----- | ------------- | ------ | ------------ | ------------ | ------------- | ------------- | ------- | ------- |
| Sezon | Klub          | Liga   | Meczów       | Bramek       | Meczów        | Bramek        | Meczów  | Bramek  |
| 1956  | Górnik Zabrze | I Liga | 3            | 0            | 2             | 0             | 5       | 0       |
| 1957  | Górnik Zabrze | I Liga | 2            | 0            | 1             | 0             | 3       | 0       |
| 1958  | Górnik Zabrze | I Liga | 8            | 2            | –             | –             | 8       | 2       |
| 1959  | Górnik Zabrze | I Liga | 4            | 1            | –             | –             | 4       | 1       |
| 1960  | Górnik Zabrze | I Liga | 4            | 1            | –             | –             | 4       | 1       |
| 1961  | Górnik Zabrze | I Liga | 2            | 0            | –             | –             | 2       | 0       |
| Razem | Razem         | Razem  | 23           | 4            | 3             | 0             | 26      | 4       |

## Sukcesy

### Górnik Zabrze
- Mistrzostwo Polski (3 razy) w sezonach: 1957, 1959, 1961
- 3. miejsce mistrzostw Polski (2 razy) w sezonach: 1958, 1960